# Fomena

Fomena är en ort i södra Ghana. Den är huvudort för distriktet Adansi North, och folkmängden uppgick till 3 868 invånare vid folkräkningen 2010.